# Италия ценностей
Италия ценностей (итал. Italia dei Valori) — итальянская центристская политическая партия, основанная в 1998 году и выступающая с антикоррупционными лозунгами.

## История

### Создание
21 марта 1998 года Антонио Ди Пьетро (одно из главных действующих лиц операции «Чистые руки») объявил в Сансеполькро о создании новой политической силы — движения «Италия ценностей».
27 февраля 1999 года Ди Пьетро, Романо Проди и Франческо Рутелли создали на основе нескольких политических структур новую партию под названием «Демократы», которая поглотила «Италию ценностей». Однако, 27 апреля 2000 года, в знак протеста против поддержки демократами кандидатуры Джулиано Амато на должность премьер-министра, Ди Пьетро со своими сторонниками вышел из партии и восстановил своё прежнее детище — «Италию ценностей». На выборах в Европейский парламент в июне 1999 года партия «Демократы» получила 7,7 % голосов избирателей.

### 2001—2006
«Италия ценностей» пошла на парламентские выборы 2001 года собственным списком, но результаты оказались неудовлетворительными: единственным избранным по этому списку парламентарием стал сенатор Валерио Каррара, который немедленно присоединился к фракции Вперёд, Италия.
В 2004 году партия отказалась от представления собственного списка на выборах в Европейский парламент, а её кандидаты вошли в единый список с последним лидером Итальянской коммунистической партии — «Ди Пьетро-Оккетто», за который проголосовали 2,14 % избирателей (это обеспечило 2 депутатских места его лидерам). Оккетто уступил своё место журналисту Джульетто Кьеза в расчёте на уход Ди Пьетро из Европарламента в будущее второе правительство Проди, но на освободившееся в 2006 году кресло евродепутата при открытой поддержке Ди Пьетро стал претендовать третий в избирательном списке — Беньямино Донничи (кандидат от «Италии ценностей»), и в 2007 году Оккетто согласился передать свой мандат ему. В 2010 году прокуратура Рима начала на основании показаний Элио Вельтри расследование против Антонио Ди Пьетро в связи с нарушениями при финансировании «Италии ценностей» в ходе этой предвыборной кампании.

### Второе правительство Проди
9 апреля 2006 года «Италия ценностей» приняла участие в парламентских выборах в составе широкой левоцентристской коалиции под руководством Романо Проди и набрала 2,3 % голосов избирателей на выборах в Палату депутатов, которые обеспечили ей 16 мест в нижней палате парламента. На выборах в Сенат партия завоевала 4 места, заручившись поддержкой 2,89 % избирателей.
По итогам этих выборов было сформировано второе правительство Проди, поддержанное «Италией ценностей». Антонио Ди Пьетро получил портфель министра инфраструктуры, Луиджи Ли Готти стал младшим статс-секретарём Министерства юстиции, а Джорджо Кало — младшим статс-секретарём Министерства связи. Важным звеном в цепи событий, приведших к падению этого правительства в 2008 году, стал переход сенатора Серджо Де Грегорио из «Италии ценностей» во «Вперёд, Италия». 8 июля 2015 года суд первой инстанции в Неаполе признал Сильвио Берлускони виновным в подкупе сенаторов, в том числе Де Грегорио.
На парламентские выборы 13 апреля 2008 года «Италия ценностей» пошла в коалиции с Демократической партией под общим руководством Вальтера Вельтрони и получила 4,37 % голосов избирателей на выборах в Палату депутатов, что принесло ей 28 мест. На выборах в Сенат партия заручилась поддержкой 4,32 % избирателей (14 мест в верхней палате парламента). Коалиция Вельтрони потерпела поражение и её участники не вошли в правительство.

### 2009—2012
Выборы в Европейский парламент 7 июня 2009 года принесли партии определённый успех: список «Ди Пьетро-Италия ценностей», включавший несколько деятелей левого толка (юрист Луиджи Де Маджистрис, философ Джанни Ваттимо, социолог Пино Арлаччи, ЛГБТ-активист Франко Гриллини, профсоюзный деятель и экс-коммунист Маурицио Дзиппони), получил 8 % голосов избирателей, что гарантировало ему 7 мест из 72, отведённых Италии.
В мае 2011 года кандидат «Италии ценностей» Луиджи Де Маджистрис сенсационно победил на выборах мэра Неаполя, опередив основных конкурентов от Народа свободы и Демократической партии.

### Крушение
29 декабря 2012 года бывший прокурор Палермо Антонио Ингройа объявил о создании в преддверии парламентских выборов 2013 года возглавляемой им коалиции под названием Гражданская революция, которая включала, помимо Партии коммунистического возрождения, Федерации зелёных и нескольких левых партий, «Италию ценностей» и возглавляемый Де Маджистрисом откол от неё — «Оранжевое движение» (Movimento arancione). Вследствие этого решения партия не выдвинула собственного списка кандидатов, а список коалиции Ингройа потерпел 24 февраля 2013 года сокрушительное поражение, набрав 2,25 % голосов на выборах в Палату депутатов и 1,8 % на выборах в Сенат, не преодолел в обоих случаях процентного барьера и остался без мест в обеих палатах парламента.
26 февраля 2013 года Ди Пьетро, признав свою ответственность за поражение, объявил о своей отставке с должности председателя «Италии ценностей», но его попросили исполнять обязанности до выборов нового руководства. 30 июня 2013 года на партийном съезде национальным секретарём партии был избран Иньяцио Мессина.
24-25 мая 2014 года список «Италии ценностей» получил поддержку 0,66 % избирателей на выборах в Европейский парламент, и партия утратила представительство на европейском уровне.
В декабре 2017 года партия вошла в народный гражданский список (Civica Popolare), присоединившийся к левоцентристской коалиции, возглавляемой Демократической партией (лидером списка стала министр здравоохранения в правительстве Джентилони Беатриче Лоренцин).
4 марта 2018 года Civica Popolare потерпел тяжёлое поражение на очередных парламентских выборах, не получив ни одного места в обеих платах парламента (его поддержали 0,5 % избирателей).

## Идеология
Идеологическим фундаментом воссозданной в 2000 году партии, согласно её первой программе, стало убеждение, что существуют «только три полюса: полюс безнаказанности Берлускони, полюс законности Ди Пьетро и полюс болота и оппортунизма левоцентристов». Отказ от блокирования с последними мотивировался потерей ими собственной идентичности, отказом от рассмотрения вопросов морали, отделением этики от политики, одобрением ими политики, с которой «Италия ценностей» была намерена бороться. Отдельные положения программы были посвящены Европейскому союзу. В частности, партия предлагала учредить пост европейского омбудсмена в ранге высшего представителя по правам человека, усиление европейской правоохранительной системы через координацию на европейском уровне национальных судебных систем, расширение полномочий председателя Европейской комиссии и введение системы его прямых выборов, а также переход к назначению членов Европейской комиссии Европарламентом.
14 июля 2012 года левое крыло демократов добилось принятия Национальной ассамблеей партии документа, признающего гражданские права гомосексуальных пар, и Ди Пьетро призвал сторонников этой позиции в рядах крупнейшей левоцентристской политической структуры поддержать официально предложенный «Италией ценностей» законопроект о легализации в Италии однополых браков.